# Ihsan Ali Al-Shehbaz
Ihsan Ali Al-Shehbaz (* 1. Juli 1939) ist ein irakischstämmiger US-amerikanischer Botaniker. Sein offizielles botanisches Autorenkürzel lautet „Al-Shehbaz“.

## Leben und Wirken
Al-Shehbaz schloss sein Studium an der Universität Bagdad mit einem B. S. 1962 ab und war an dieser Hochschule von 1963 bis 1966 weiter tätig. Danach wechselte er an die Harvard University, wo er 1969 mit dem M. S. in Biologie abschloss und 1973 promoviert wurde. 1973 bis 1977 war er Assistenzprofessor und Direktor des Herbariums an der Universität Bagdad. Die gleiche Position hatte er von 1978 bis 1981 an der Sulaimaniya University inne. Danach wechselte er zum der Harvard University angeschlossenen Arnold-Arboretum, wo er 1985 bis 1990 Forschungsassistent war.
1990 bis 1996 war er stellvertretender Kurator des Missouri Botanical Garden. 1996 bis 2001 war er dort Kurator, seitdem ist er „Senior Curator“. Seit Oktober 2001 leitet er das Department of Asian Botany am Missouri Botanical Garden. Von 1995 bis 2001 war er Direktor des Flora-of-China-Projekts.
Er ist seit 1983 Mitglied der International Association for Plant Taxonomy sowie der American Society of Plant Taxonomists. Einen Schwerpunkt seiner Forschungsarbeit bildet die Pflanzenfamilie der Kreuzblütengewächse (Brassicaceae).
Al-Shehbaz ist verheiratet und hat zwei Söhne.

## Schriften
- I. A. Al-Shehbaz: The biosystematics of the genus Thelypodium (Cruciferae). In: Contrib. Gray Herb. Band 204, 1973, S. 3–148.
- I. A. Al-Shehbaz: The genera of Brassiceae (Cruciferae; Brassicaceae), the southeastern United States. In: Journal of the Arnold Arboretum. Band 66, 1985, S. 279–351.
- I. A. Al-Shehbaz: A revision of Weberbauera (Brassicaceae). In: Journal of the Arnold Arboretum. Band 71, 1990, S. 221–250.
- I. A. Al-Shehbaz: Reed Clark Rollins (7 December 1911-28 April 1998). In: Taxon. Band 48, 1999, S. 225–256.
- M. Koch, I. A. Al-Shehbaz: Molecular systematics of the Chinese Yinshania (Brassicaceae): evidence from plastid and nuclear ITS DNA sequence data. In: Ann. Missouri Bot. Gard. Band 87, 2000, S. 246–272.
- I. A. Al-Shehbaz, M. A. Beilstein, E. A. Kellogg: Systematics and phylogeny of the Brassicaceae: an overview. In: Pl. Syst. Evol. Band 259, 2006, S. 89–120.

Eine ausführliche Publikationsliste findet sich bei der Website des Missouri Botanical Garden.